# 鳥居みゆき
鳥居 みゆき（とりい みゆき、1981年3月18日 - ）は、日本のお笑いタレント、女優、映像作家、小説家、絵本作家。サンミュージックプロダクション所属。秋田県出身。

## 略歴
秋田県に生まれ、1歳から埼玉県で育つ。生まれ故郷の秋田弁は話せない。
週刊誌『FRIDAY』が取材した、鳥居の小学校の同級生の母親によると「とてもキレイな子でしたね。親分肌というか、面倒見がいいというか、いつもジャージーを着て活発な子でした」とのこと。中高時代は真面目で物静かな文学少女で、優等生タイプであった。14歳の時にヴェルナー・ヘルツォークの映画を鑑賞し、衝撃を受ける。
姉の紹介で芸人として「S&D Studio」松稔お笑い塾に所属後、サンミュージック所属となり『GETライブ』に出演するようになる。
- 2007年10月、事務所の先輩であるカンニング竹山MCの番組『カンニングの恋愛中毒』（GYAO!）への出演を機にネット経由でブレイク[10]。
- 2008年1月26日公開の映画 『全然大丈夫』にて映画初出演[11]。
- 同年夏『第13回お笑い芸人歌がうまい王座決定戦スペシャル』で優勝。
- 2009年1月21日発売のDVD『みみずひめ』でVシネマ初出演および初主演。
- 2009年春、『ザ・イロモネア』（TBS）内の企画「ピンモネア」で史上初となる100万円獲得。同年夏、GET寄席において南アルプス鳥居ネタ初登場。
- 2010年新春、テレビ地上波『潜在異色』でポポタンネタ初登場。2010年3月6日東京ガールズコレクションでファッションショーに初出演。同年5月7日に『LIVE! 潜在異色 特別版【SUIDOBASHI秘宝館】』に出演した。
- 2011年9月、さいたま市で一日警察署長を委嘱される。
- 2013年新春、舞台『ドリームジャンボ宝ぶね』において植草克秀・左とん平・紫吹淳・久野綾希子・矢崎広らと共演、磯子を演じた。同年秋にWOWOWの番組『KAZEOKE』で最優秀作品に選ばれた。
- 2013年より劇団『東京ギロティン倶楽部』の看板女優としても活動[12]。
- 2014年、コントユニットの「ブ江ノスアイレス」を結成し短期間活動を行った。同年「シャングリ・ラ」で衣装協力をした、ファッションブランドのMELANTRICK HEMLIGHETとコラボアイテム（『メラン鳥ック』）をラフォーレ原宿他で期間限定販売した。
- 2015年2月、MVの初監督を務め、3月にはテレビ地上波で初MCを務めた[13]。同年7月、二度目のMV監督を務め、8月には『オモクリ監督』にて鳥居の監督したVTRがMOV（最もおもしろいVTR）に選ばれた[14]。
- 2017年5月21日、埼玉県行田市の観光大使に就任[15]。同年8月に舞台「星になれると思ってた」劇中で登場したバンド「魍魎ズ」へ参加[16]。同年9月、ファッションとデザインの合同展示会room EXPERIENCE 35に参加[17]。
- 2017年10月、東北・みやぎ復興マラソン2017に参加・完走した。病気の友人と完走を約束していた鳥居はゴールの直後に号泣した[18]。
- 2018年3月3日、えびすしょうぼうフェスタ2018にて一日消防署長に任命される[19]。

- 2022年頃からは番組や舞台で共演して打ち解けた事をきっかけに中川パラダイス(ウーマンラッシュアワー)とユニット「鳥居パラダイス」を組んで単独ライブを開催するなどの活動も行っている[20]。

## 人物
取得している資格は情報処理1級、商業簿記2級、工業簿記1級、珠算準1級、ワープロ2級、第一種普通自動車運転免許など。児童発達支援士、発達障害コミュニケーションサポーターも取得した。
特技は利きティッシュ、暗算。暗算は0.6秒間隔のフラッシュ暗算に成功したことがある。また、お化けや傷に流血などの特殊メークも特技である。目隠しした状態で両手指先の感覚のみを頼りに利きストレッチーズミュータント全16種を判別することに成功した。
クレイアニメを作りたいと語っており、2013年2月19日放送の『スター☆ドラフト会議』（日本テレビ）において自作のクレイアニメを披露した。
得意な手料理はマッシュポテトとポトフ。イチゴが嫌い。
文学は一貫してファンだという安部公房のほか、夢野久作や沼田まほかるの作品を愛読している。
漫画は丸尾末広、つげ義春、杉浦茂など、主にガロ系と呼ばれる漫画を愛読する。特に丸尾作品が好みで、子供の頃に『少女椿』を読み衝撃を受けて以来ファンになった。ライブのチラシを丸尾に描いてもらったり、丸尾の画集にコメントを寄せたこともある。また、楳図かずおの作品も多数持っている。
父の影響で子供のころから中島みゆきのファンであり、下の名前を「みゆき」と平仮名表記にしたのは中島への憧れからと話している。
好きな男性のタイプは鳥越俊太郎、舘ひろし、中村雅俊、水谷豊ら年上を好みとしてあげることが多い。好きな女優は松たか子、鈴木砂羽、余貴美子を挙げている。
好きなファッション・ブランドはヴィヴィアン・ウエストウッド。
愛煙家である。長渕剛がきっかけで煙草を好きになり、2021年6月時点でメビウス・プレミアムメンソール・オプション・パープル・ワンを好む。

### 私生活
2007年春に友人の男性とのルームシェアをめぐる面倒を解消するために結婚。2008年4月に自身のDVD発売記念イベントで結婚していたことを突如公表し、結婚の事実について事務所も把握していなかった。夫について聞かれると、「会話するどころか、動きが速すぎて目視できない」というネタで返していた。
2019年に離婚。2022年4月26日放送の『有吉クイズ』（テレビ朝日系列）にて、「3年前に離婚した」と発表。確定申告時にギクシャクした末、マネージャーへ送るはずであった「離婚するかも」という内容を夫へ送ってしまった誤爆離婚であったと話している。男性とは離婚後も友人関係にあると話した。

## 芸風
演じるコントは、
1. 「誰にも似ていない、虚実の入り交ったオリジナルな世界を表現することから、彼女のコントや文章にはマニアックなファンが多い」（週刊朝日）[45]。
2. 「言葉遊びや時事ネタを取り入れた知的な芸風で知られる」（読売新聞）[46]。
3. 『FRIDAY』の取材による中学時代の同級生の証言によれば、「実は彼女がネタの中で使う名前も、中学時代の同級生のものが多いんですよ」という[7]。
4. 死と生がテーマの作品が多い[47][48]。

ネタ作りの際は、部屋を暗くした状態で暗い曲をかけて嫌なことを思い出すなどテンションを下げる環境を作り、練習は電車の連結部で行うこともある。コントは、安部公房が作品の原点であると話している。
「ラモンズスクイット」（ラブ守永との2人コント）、「平和宣言」（2人漫才）、「大型連休」（藤井ペイジ(飛石連休)との2人漫才）、「ブ江ノスアイレス」（4人コント）、「鳥居ペイジ」（藤井ペイジとの2人コント）としてそれぞれ短期間活動したことがある。
芸人としてスタートしたが、なりたいのは表現者であり、映画監督にナレーションと挑んでみたいことは尽きないと語っている。

## 出演および作品

### 単独ライブ
- 狂宴封鎖的世界「葬式」（2003年1月18日、新宿Fu- 、1回公演） - 作・主演
- 狂宴封鎖的世界「故鳥居みゆき 告別式」（2008年7月28日、新宿明治安田生命ホール、1回公演） - 作・主演
- 狂宴封鎖的世界「再生」（2010年7月9日・10日、草月ホール、3回公演） - 作・主演
- 狂宴封鎖的世界「方舟」（2012年9月27日・28日・29日・30日、草月ホール、6回公演） - 作・主演
- 狂宴封鎖的世界「シャングリ・ラ」（2014年9月12日・13日・14日、草月ホール、5回公演） - 作・主演
- 狂宴封鎖的世界「メーデー」（2016年9月23日・24日・25日、新宿文化村LIVE、4回公演） -Totalproduce　主演
- 狂宴封鎖的世界「Hotel La. Coffin」東京公演（2018年9月14日・15日・16日、新宿文化村LIVE、5回公演）大阪公演（2018年10月6日・7日近鉄アート館 3回公演） - 作・演出・主演[53]

### その他のライブ
- サンミュージックGETライブには第81回2005年7月11日から出演していた。
- PINKBIGPIG金曜日スペシャルLIVEイベント（2008年3月7日、新宿PINKBIGPIG） - 主演
- PBPディナーShow（2009年6月9日、新宿PINKBIGPIG）（劇・歌・企画等の混ざったショー） - 主演
- LIVE! 潜在異色 特別版【SUIDOBASHI秘宝館】（2010年5月7日、JCBホール 2回公演）
- 月経ライブは、2010年11月15日から不定期で9回開催された。 - 構成・主演
- クリスマスキャロルが聞こえない（2012年12月15日・16日、笹塚ファクトリー）（劇・歌・企画等の混ざったショー）主演
- 共感百景（2013年4月24日、北沢タウンホール）
- 三茶会（2013年6月22日、北沢 OFF OFF 劇場）
- 女流共感百景（2013年8月23日、本多劇場）
- ブ江ノスアイレス単独ライブ第壱回公演「凌辱カルナバル」（東京公演2014年4月11日 新宿Vatios。大阪公演2014年6月15日 ロフトプラスワンウェスト）
- みゆきとペイジの暴年会〜タイトル決定、内容未定〜（2014年12月29日、下北沢 駅前劇場）
- 鳥居みゆき生誕祭〜28歳の決意〜（2015年3月18日、新宿ロフトプラスワン）
- 月経エンタテイメント（2015年7月22日、新宿ロフトプラスワン）
- ゆく鳥 くる鳥（2016年12月31日、新宿ロフトプラスワン）
- 鳥居とゆかいなみゆき達一周年イベント〜みゆきちゃん28歳おめでとう〜（2017年3月14日新宿ロフトプラスワン）
- ちょっと早めの鳥居とゆかいなみゆき達二周年記念イベント〜みゆきちゃん28歳おめでとう〜（2018年3月7日新宿ロフトプラスワン）
- トリックorトリーと時空を超えた覚醒ハロウィン(2021年10月30日中野spaceQ)
- さらば青春の光のオンライン会員制バー「さらば青春のBAR」(2021年11月17日)
- トリックorトリーと今年もハロウィンの怪2022(2022年10月29日新宿ロフトプラスワン)
- 白い楽園、黒い鳥（2022年11月4日(金)〜６(日)＠中野スタジオあくとれ）

### 演劇
- ジャッキー・ホイの小豆脳TV（2002年6月21日 - 23日、下北沢本多スタジオ）
- 零点大将（2002年11月1日 - 3日、下北沢本多スタジオ）
- 午後の男優室 発表会（2003年2月18日 - 25日、下北沢OFF・OFFシアター）
- 岡ちゃんの着メロに御用心（2003年5月5日 - 7日 下北沢駅前劇場）
- イケメン金融工学（2012年7月27日 - 29日、新宿SPACE107。8月4・5日、大阪ABCホール） - 「事務員ビー」 役
- 鈴木おさむ劇場第一回公演『美幸（2012年10月26日 - 29日、ウッディシアター中目黒） - 美幸 役 主演
- 苦情★真に受けTV（2012年11月22日 - 25日、シアターモリエール）テ - レビバラエティの構成作家 役
- ドリームジャンボ宝ぶね（2013年1月6日 - 13日、青山劇場。1月26日、梅田芸術劇場メインホール） - 後藤磯子 役
- 田中が考え中（2013年1月28日、本多劇場） - 辣腕社員のみゆきさん 役
- 東京ギロティン倶楽部第一回公演『東京奇人博覧会』（2013年4月17日 - 21日、新宿スペース・ゼロ） - ヘビ娘 キリコ 役 原作・主演
- 特殊清掃GO!GO!GO!（2013年8月21日、ウッディシアター中目黒） - 13歳の少女 役
- 鈴木おさむ劇場第一回公演再演『美幸（2013年9月27日 - 29日、恵比寿エコー劇場） - 美幸 役 主演
- とんがれ!! 先っちょマン（2013年11月21日 - 23日、なんばグランド花月） - 先っちょ星の女王 役
- Love Later（2014年10月24日、道頓堀ZAZA HOUSE） - ありさ役 ※主演
- じゃじゃ馬ならし あうるすぽっとシェイクスピアフェスティバル2014公演（2014年11月20日 - 24日、あうるすぽっと） - キャタリーナ 役 主演
- Love Later（2015年3月16日、19日、神保町花月） - ありさ 役 主演
- すべての犬は天国へ行く（2015年10月1日 - 6日、8日、10日 - 12日、AiiA 2.5 Theater Tokyo） - デボア 役
- 東京ギロティン倶楽部第二回公演『幸福論（2015年11月18日 - 23日 新宿村ライブ） - 小田島幸子 役 主演
- 夢電球工房公演『恨陰ランドリー（2016年6月14日 - 16日 新宿村ライブ） - カスミ 役 主演
- ドブ恋（2016年8月16日、18 - 20日 下北沢小劇場） - チームみゆきリーダー
- 女王と呼ばれた女（2017年3月23日 - 26日 新宿村ライブ） - 比嘉和子 役 主演[54]
- 星になれると思ってた（2017年8月4日 - 6日 LOFT9 Shibuya） - リカ 役[55]
- モンスター（2017年9月21日 - 24日、新宿村LIVE）[56] - 真田夏実 役 主演[57]
- 笑う巨塔（2018年3月29日 - 4月8日、東京グローブ座/4月13日 - 4月15日、ウインクあいち/4月17日 - 4月22日、兵庫県立芸術文化センター 阪急中ホール/4月24日、ひめぎんホール/4月30日、越前市文化センター） - 看護師長絹枝 役 [58]
- ティアムーン帝国物語 〜断頭台から始まる、姫の転生逆転ストーリー〜 THE STAGE II（2021年7月14日 - 19日、六行会ホール） - クロノ 役
- STRAYDOG Produce「幸せになるために」（2022年8月3日 - 7日、「劇」小劇場 / 8月13日・14日、HEP HALL） -  主演[59]
  - STRAYDOG Produce「幸せになるために」再演（2024年7月11日 - 15日、新宿村LIVE / 8月24日・25日、in→dependent theatre）[60]
- 舞台「アキバ冥途戦争 ～浪速喰い倒れ狂騒曲～」（2023年9月6日 - 10日、博品館劇場） - 店長 役[61]

### ファッションショー
- 東京ガールズコレクション 2010年3月6日 花王エッセンシャル「カワイイはつくれる」ユニット
- イトーヨーカドー“恋ゆかた”collection 2010年7月11日 ゆかたのモデルとして登場。
- TokyoFashionFilm 2011年9月16日 mercibeaucoupのモデルとして登場。
- a-collection vol.4（2014年10月26日、渋谷 SOUND MUSEUM VISION）ファッションショーのMC。

### 映画
- 全然大丈夫（2008年1月26日、stylejam） - 英太郎の恋人 役
- やさしい旋律（2008年12月20日、GPミュージアムソフト） - 仲居 役
- 非女子図鑑（2009年5月30日） - イブ 役
- 僕たちのアフタースクール（2011年11月5日、ユニバーサル・ミュージック） - ライターを無くす女 役
- ゾンビデオ（2012年12月29日、キングレコード） - ヤスデ 役
- 奴隷区 僕と23人の奴隷（2014年6月28日、ティ・ジョイ） - 台東不二子 役[62]
- 白魔女学園 オワリトハジマリ（2015年6月13日、テレビ朝日＋東映） - 弟切すみれ 役
- 虎影（2015年6月20日、ファントム・フィルム） - 夜馬（ようま） 役
- 乱死怒町より愛を吐いて（2015年11月7日、PUNKFILM） - 舞の姉 役
- 少女椿（2016年5月21日、リンクライツ） - ミドリの母 役
- PLAN6 CHANNEL9（2016年11月26日、T.O.Entertainment） - 尼僧 役
- エピソード・ゼロ（短編映画、2017年3月4日、ゆうばりファンタスティック映画祭にて上映） - みゆき 役 主演
- ユキの異常な体質/または僕はどれほどお金が欲しいか（短編映画、2017年6月1日、ショートショートフィルムフェスティバルにて特別上演） - ユキ 役 主演
- 時時巡りエブリデイ（2017年7月15日、Grand Master Company） - 香取美鳥 役 主演
- 蠱毒 ミートボールマシン（2017年8月19日、アークエンタテインメント） - マミ 役
- ヴィヴィアン武装ジェット（2017年9月16日、PLEASUREDOME） - ヴィヴィアン 役 主演
- 全員死刑（2017年11月18日、日活） - パトラ 役[63]
- ウィッチ・フウィッチ（2018年2月24日、VICE） - イチゴの母 役
- 童貞幽霊　あの世の果てでイキまくれ!（2019年11月15日公開、オーピー映画） - 閻魔女王 役
- デッド・フラワーズ（2020年3月14日公開）
- YARIMAN HUNTER（2022年11月25日公開、企画・原案・主演:横須賀歌麻呂）
- 胸騒ぎがする! 〜ヒールズ・フォーエバー〜（2022年12月9日、オーピー映画） - 魔女 役
- Starting Over（2023年12月15日公開、ストレイドッグピクチャーズ） - 霊媒師 役[64]
- デコチン DECO-CHIN（2025年4月26日、フリック）[65]
- 映画 おっさんのパンツがなんだっていいじゃないか!（2025年7月4日、ギャガ） - 売り場の主 役[66]
- ブラックホールに願いを!（2025年12月6日公開予定、Atemo） - 赤城容子 役[67]

### ゲーム
- クイズRPG 魔法使いと黒猫のウィズ（2015年4月22日、コロプラ） - CV
- スクール・オブ・ラグナロク（2015年8月27日、スクウェア・エニックス） - ルーシーのテーマソングス

### ネットドラマ・携帯ドラマ
- ラブ・マシーン（2008年8月15日、CLIMAXドラマ） - 主演
- 言霊の女たち。（2010年7月、auケータイ放送、LISMO Channel）
- 続・言霊の女たち。（2011年6月、auケータイ放送、LISMO Channel）

### テレビドラマ
- 金曜ドラマ クロサギ 第10話（2006年6月16日、TBS）
- ドラマ8・キャットストリート 第6話(最終話)（2008年10月2日、NHK総合） - ヘアメイク 役[68]。
- 臨死!!江古田ちゃん（2011年1月 - 7月、日本テレビ） - 江古田ちゃん 役 ※連続ドラマ・主演
- よる★ドラ・本日は大安なり（2012年1月 - 3月、NHK） - 東誠の友人 役
- おはコロ+・ハイパーヨーヨー バーニング（2012年1月 - 3月、テレビ東京） - 出鱈メイ 役
- 水曜ドラマ・東京全力少女 第4話（2012年10月31日、日本テレビ） - シャコンヌのホステス・うらら 役
- テレビ60年 マルチチャンネルドラマ 放送博物館危機一髪（2013年3月30日、NHK総合）
- シリーズ・横溝正史短編集 黒蘭姫（2016年11月24日、NHK BSプレミアム） - 柴崎珠江 役
- アイドル×戦士ミラクルちゅーんず!（2017年4月 - 2018年3月、テレビ東京） - 根地替女史 役[69]
- 日曜劇場 陸王 第3話（2017年11月5日、TBS） - 栗山 役[70]
- オトナの土ドラ・オーファン・ブラック〜七つの遺伝子〜（2017年12月 - 2018年1月、東海テレビ・フジテレビ系） - 高畑智子 役 [71]
- 静おばあちゃんにおまかせ 第2話（2018年3月30日、テレビ朝日） - 鶴見洋絵 役　[72]
- 金曜ナイトドラマ・家政夫のミタゾノ Season2 第6話（2018年5月25日、テレビ朝日） - 望月ルナ 役
- 日曜プライム 終着駅シリーズ33（2018年6月24日、テレビ朝日） - 川上夏希 役
- 元町ロックンロールスウィンドル（2019年4月1日 - 6月24日、サンテレビ） - 主演・古着屋オーナーのマリア 役[73]
- 火曜ドラマ Heaven? 〜ご苦楽レストラン〜 第3話（2019年7月23日、TBS） - 関晴美 役
- よるドラ「いいね！光源氏くん」 第3話 (2020年4月18日 、NHK総合) - 占い師 役
- ドラマBiz 行列の女神～らーめん才遊記〜 第5話（2020年5月18日、テレビ東京） - 野崎の母 役
- 月曜プレミア8 ラストライン 刑事 岩倉剛（2020年6月29日、テレビ東京） - 高岩みどり 役[74]
- 警視庁・捜査一課長2020 第16（最終）話（2020年9月3日、テレビ朝日） - 中葉美智 役
- 殴り愛、炎（2021年4月2日、9日、テレビ朝日） - 看護師 役
- ひねくれ女のボッチ飯 第3話（2021年7月9日、テレビ東京） - 木口るりこ 役[75]
- 機捜235（2021年7月19日、テレビ東京） - 田辺幸子 役
- ペットドクター花咲万太郎の事件カルテ（2022年3月26日、BS-TBS） - 大槻動物病院の顧客 役
- シッコウ!!〜犬と私と執行官〜 第1話（2023年7月4日、テレビ朝日） - 二川夢子 役
- 泥濘の食卓（2023年12月16日、テレビ朝日） - スーパーのベテラン店員 役[76]
- 離婚しない男 -サレ夫と悪嫁の騙し愛- 第4話（2024年2月10日、テレビ朝日） - シュラスコ店店員 役
- 特捜9 season7 第9話（2024年5月29日、テレビ朝日） - 美容師 役
- 買われた男 第7話（2024年5月30日、テレビ大阪） - サヨコ 役[77]
- スメルズ ライク グリーン スピリット（2024年9月27日 -、MBS） - ナッツ 役
- 問題物件 第2話（2025年1月22日、フジテレビ） - スナックのママ・アキコ 役[78]

### レギュラー番組
太字は出演中。
- テレビ放送
  - でこぼこポン!（2022年4月5日 - 、Eテレ）本放送：午前8:35～8:45。再放送： 午前7:20～7:30[79]
  - 鳥居みゆきの社交辞令でハイタッチ（2007年11月29日 - 2009年8月6日、GyaOジョッキー）全22回放送。毎月1回木曜放送
  - うぇぶたま3（2008年4月 - 6月、テレビ東京）
  - もりすぎ★パンチ（東海テレビ）火曜日、番組上は準レギュラー
  - ラジかるッ（2008年 - 2009年3月30日、日本テレビ）木曜日、
  - おもいッきりDON!（2009年3月30日 - 10月2日、日本テレビ）金曜日、突撃芸人（ロケ先でインタビュー）を担当。
  - おもいッきりPON!（2009年10月9日 - 2010年3月26日、日本テレビ）金曜日、突撃芸人に加え、スタジオでのコメンテーターも担当。
  - ぜんぶウソ（2009年10月3日 - 12月26日、日本テレビ） - 準レギュラー。メインキャスト。
  - 大爆笑!!サンミュージックGETライブ（スカパー!278ch日テレプラス）ほぼ毎回出演。第35回ではナレーターを担当。
  - 潜在異色（2010年1月16日 - 3月27日、日本テレビ）
  - 夜は美女バナ（2010年4月2日 - 9月24日、サンテレビ）
  - 大久保×鳥居×ブリトニー3P（2010年7月3日 - 9月25日、TOKYO MX）
  - PON!（2010年4月2日 - 2013年3月29日、日本テレビ）金曜日、突撃芸人に加え、スタジオでのコメンテーターも担当。
  - 東北魂TV（2012年4月 - 2021年3月21日、BSフジ）
  - にっぽん百低山 ₋ 田代岳・秋田編
- インターネット配信
  - 鳥居みゆきの鳥居とゆかいなみゆき達 - ウェイバックマシン（2022年6月28日アーカイブ分）（2016年3月 - 2022年7月、ニコニコ生放送（有料配信/一部無料））
  - 鳥居みゆきの社交辞令でハイタッチ（2007年11月29日 - 2009年8月6日、GyaOジョッキー）全22回放送。毎月1回木曜放送
  - 鳥居ようちえん NTTドコモケータイ放送（2011年1月25日 - 4月13日、Bee TV）全36回放送
  - 鳥居みゆきの社交辞令でハイタッチ2→鳥居みゆきの社交辞令でハイタッチ3（2015年1月9日に改題）（2011年7月15日 - 2016年1月29日、ニコジョッキー）全53回放送。毎月1回金曜放送。
  - 栗原類ハリウッドへの道（2013年、Bee TV）全12回放送 - MC
  - 最前列よりさらに前！近すぎる芸人スペシャル 鳥居みゆきの世界（2018年9月、DMM動画・360Channel・VIRTUAL GATE）面白3DVRコント編[80]、謎の団地妻編
  - 鳥居みゆきの清き汚い世界（2022年10月21日 - 現在）毎月2回放送中
- ラジオ放送
  - 吉田照美 飛べ!サルバドール（2014年4月9日 - 2016年3月23日,文化放送）飛び出せ! 子ザル 中継リポーター、水曜日担当
  - アッパレやってまーす!（2023年4月6日 - ,MBSラジオ）木曜日担当

### PV
- 山崎まさよし「ADDRESS」（2006年）
- RAM WIRE「何度も」（2013年2月1日） - 主演
- Draft King
  - 「贈る言葉」（2015年2月16日） - 監督・出演
  - 「This is me.」（2015年7月1日） - 監督・出演
- HKT48「バグっていいじゃん」スピンオフミュージックビデオ（2017年2月16日）[81]
- 魍魎ズ
  - 「三千世界の端の端で」（2017年8月31日）
  - 「魍魎たちがそこにいる」（2018年1月9日）

### CM
地上波
- ブラック・ジャック（2004年8月 - 、日本テレビ）変なアベック編 ゴスロリ服
- 「クオーク」 （2006年春 - ）竹中部長シリーズ-忍者&バレリーナ編-
- 「エディオン」（2006年6月 - 、デオデオ・エイデン）シンパイの唄編
- 「アレルシャット 花粉 鼻でブロック」（2010年2月 - 、フマキラー）謎の鼻プロ美人
- 「トヨタレンタカー」（2012年10月 - 、トヨタレンタリース、）低燃費芸人
- 「朝食Bifixヨーグルト」（2014年、グリコ ）
- ロコンド（2017年1月5日 - ）「クツクツホーシ＋コノクツホーシ」篇
- 「もう一度、花咲かす（ハナサカス）」-（2019年7月、美容室ブロッサム ）髪質改善エステ「ハナサカス」

その他
- 「チャクチャク・エンタメ」（2008年4月 - 、プロシード）
- 「THE 4TH KIND」（2009年11月 - 、ユニバーサル・ピクチャーズ）プロモーション用ネット動画
- 「シンガマジック」（2011年1月 - 、マテル）プロモーション用ネット動画
- 「ニッカンスポーツ」（2011年3月 - 、日刊スポーツ）ポスター他 「変わってるね」キャンペーン
- 「名鉄レジャック」（2011年11月 - 、名鉄レジャック）ポスター他 「幸せの青い鳥」キャンペーン
- 「ブラインドスポットタトゥ―の女」（2016年4月4日 - 、wowowプライム）イベントにタトゥーシールボディペイントで登場[82]。
- 「行田市「足袋の自動販売機」」（2017年11月7日 - 、行田市）PR用ネット動画[83][84]

### DVD・BR・CD
- お笑い吟醸ライブ 極み 赤（2004年8月21日）グレード・コミュニケーション
- ギャグラ!〜鳥居みゆき編〜（2005年2月21日）エッジ絶版
- 東京腸捻転〜落花流水!〜（2005年3月16日）ポニーキャニオン
- 東京腸捻転〜虚心坦懐!〜（2006年2月7日）ポニーキャニオン
- 東京腸捻転 IN 日比谷野音〜超夏祭りSPECIAL!!〜（2006年4月5日）ポニーキャニオン
- クロサギ DVD=BOX（2006年9月22日）TCエンタテイメント DISC5に第10話を収録
- カンニングの恋愛中毒〜天狗芸人カンニング竹山を告発する!（2007年11月21日）video maker
- 鳥居みゆき ハッピーマンデー（2008年4月23日）ContentsLeague
- 全然大丈夫（2008年8月29日）ポニーキャニオン
- R-1ぐらんぷり2008（2008年9月24日）よしもとアール・アンド・シー
- 飛石連休 第3回単独ライブ「帯に短しタスキに飛石」（2008年12月24日）ビクターエンタティメント
- 故 鳥居みゆき 告別式〜狂宴封鎖的世界〜（2009年1月21日）ContentsLeague
- みみずひめ（2009年1月21日）ContentsLeague
- キャットストリートDVD=BOX（2009年1月21日）VAP,INC
- むちゃぶり！3rd.シーズンVOL.2完全版（2009年1月30日）TBSハピネット
- やさしい旋律（2009年4月25日）GPミュージアムソフト
- 逃走中5〜run for money〜（2009年6月7日）ポニーキャニオン
- CLIMAXラブマシーン（2009年7月24日）アミューズソフトエンタテイメント
- 大爆笑サンミュージックGETライブVol.1 出会い編（2009年8月21日）ContentsLeague
- 大爆笑サンミュージックGETライブVol.2 友情編（2009年9月18日）ContentsLeague
- 伝染るんです。②（2009年9月18日）東宝 幽霊役のアニメ声優
- テディです!（2009年10月9日）アルバトロス 英DVD「Ready Teddy Death」の実況解説を担当。聞き手は小島よしお。多毛症包帯巻き実演等の特典映像有り
- 大爆笑サンミュージックGETライブVol.3 恋心編（2009年10月23日）ContentsLeague
- 非女子図鑑（2009年11月23日）エピックレコードジャパン
- 大爆笑サンミュージックGETライブVol.4 灼熱編（2009年11月26日）ContentsLeague
- ぜんぶうそ vol.1（2009年11月27日）Vap.Inc
- 大爆笑サンミュージックGETライブVol.5 惜別編（2009年12月23日）ContentsLeague
- ぜんぶうそ vol.2（2009年12月23日） Vap.Inc
- ぜんぶうそ vol.3（2010年1月27日） Vap.Inc
- ぜんぶうそ vol.4（2010年1月27日） Vap.Inc
- R-1ぐらんぷり2009（2010年2月3日）よしもとアール・アンド・シー
- ぜんぶうそ vol.5（2010年2月24日） Vap.Inc
- 鳥居みゆきの社交辞令でハイタッチ「表ワースト」編（2010年3月25日）ContentsLeague
- 鳥居みゆきの社交辞令でハイタッチ「裏ベスト」編（2010年3月25日）ContentsLeague
- レッドカーペット〜花も嵐も高橋克己（2010年3月30日）アニプレックス
- やりすぎコージーDVD24ツッコミ7〜激突!華麗なるツッコミ芸人バトル〜（2010年3月30日）よしもとアール・アンド・シー
- 潜在異色 Vol.1 - 3（2010年5月28日）ハピネット
- 大爆笑ピン芸人ベスト（2010年4月8日）ContentsLeague ハッピーマンデーから米の吉田
- 鳥居ようちえん 入園編（2010年8月20日）エイベックス
- 鳥居ようちえん 卒園編（2010年8月20日）エイベックス
- LIVE! 潜在異色 特別版【SUIDOBASHI秘宝館】（2010年8月27日）ハピネット
- フットンダ タカアンドトシが選ぶゴールドモジりベスト10第二弾（2010年9月22日）よしもとアール・アンド・シー
- 逃走中8〜run for money〜【王国編】（2010年11月3日）ポニーキャニオン
- 狂宴封鎖的世界「再生」（2010年11月24日）アニプレックス
- 爆笑レッドカーペット コラボカーペットコレクション〜克実の頭の中のコラボ（2010年12月25日）ポニーキャニオン
- 言霊の女たち。（2010年12月26日）東宝
- 大久保×鳥居×ブリトニー3P（東映ビデオ）Vol.1 - 4
- ロンドンハーツVol.4[DVD]（2011年2月2日）よしもとアール・アンド・シー 鳥居みゆき24時
- 臨死!! 江古田ちゃん （2011年4月20日）DVD-BOX（3枚組）
- 逃走中10〜run for money〜【日本昔話編】（2011年4月20日）ポニーキャニオン
- カンニング竹山単独ライブ放送禁止 vol.3 （2011年4月27日）アニプレックス
- 世界鳥居（奇）紀行 IN タイ（2011年5月25日）ContentsLeague
- 内村さまぁ〜ず vol.29（2011年6月22日）アニプレックス
- 逃走中12〜run for money〜【信長と伊賀の里編】（2011年7月6日）ポニーキャニオン
- 白黒アンジャッシュVol.4（2011年7月20日）ポニーキャニオン
- 僕たちのアフタースクール（2011年12月14日）UNIVERSAL
- 世界鳥居(奇)紀行 IN サイパン（2012年8月22日）ContentsLeague
- 本日は大安なりDVD=BOX（2012年9月5日）バップ
- カンニングの恋愛中毒「芸人面接」未放送映像SP（2012年10月17日）ポニーキャニオン
- 内村さまぁ〜ず vol.41（2012年12月5日）アニプレックス
- 東北魂TV2-THE TOHOKU SPIRIT（2012年12月5日）ポニーキャニオン
- 狂宴封鎖的世界「方舟」（2013年2月1日）ContentsLeague
- 苦情☆真に受けTV（2013年3月20日）ポニーキャニオン
- ゾンビデオ（2013年4月10日）キングレコード
- 東京全力少女DVD=BOX（2013年4月24日）バップ
- ZOMBIE TV（2013年12月18日、ポニーキャニオン）
- 東北魂TV〜みちのく元気旅でお腹いっぱい編（2014年6月27日）エイベックス・ピクチャーズ
- 東北魂TV〜ギターをなくしたバンドマン編（2014年6月27日）エイベックス・ピクチャーズ
- 東北魂TV〜世間をあざむくニューハーフ編（2014年6月27日）エイベックス・ピクチャーズ
- 奴隷区 僕と23人の奴隷（2014年11月7日）TOEI COMPANY,LTD
- 狂宴封鎖的世界「シャングリ・ラ」（2014年12月17日）ContentsLeague
- 内村さまぁ〜ず vol.53（2014年12月24日）アニプレックス
- 白魔女学園オワリトハジマリ（2015年10月21日）ポニーキャニオン
- 虎影（2016年1月6日）Happinet
- 幸福論（2016年3月31日）SOLID STAR
- 乱死怒町より愛を吐いて（2016年4月29日）TOブックス
- 少女椿（2016年11月23日）バップ
- PLAN6　CHANNEL9（2017年6月30日）T.O.Entertainment
- 内村さまぁ〜ず vol.70（2017年7月26日）SonyMusicMarketingInc
- 狂宴封鎖的世界「メーデー」（2018年3月28日）ContentsLeague
- モンスター（2018年9月13日）ContentsLeague
- 時時巡りエブリデイ（2018年10月3日、アルバトロス）

CD-ROM
- 鳥居みゆき（S&Dスタジオ、2001年8月22日） - プロモーションCD-ROM
- 贈る言葉 限定版（SOUND MIDDION、2015年3月4日） - 2枚組セットのDVDにMVを収録　監督・出演
- This is me.限定版（SOUND MIDDION、2015年7月26日） - 2枚組セットのDVDにMVを収録 監督・出演
- 三千世界の端の端で - 舞台「星になれると思ってた」劇中歌をCD発売　鳥居は魍魎ズのメンバーのミーユキャットとして参加している

### 紙媒体
執筆
- 日常にある地獄画集 中川翔子との共同制作 「しょこ♥リータ」（テレビ東京）の番組内企画「地獄お絵かき」で作られた画集。2008年冬のコミケに出店し限定販売された後、他の番組アイテムとセットで全国のローソンで予約販売されていた
- 夜にはずっと深い夜を（2009年8月6日、幻冬舎：2012年2月9日、幻冬舎文庫）
- 余った傘はありません（2012年7月19日、幻冬舎：2015年2月10日、幻冬舎文庫））『四月一日』に加筆の上、改題した作品[85]
- やねの上の乳歯ちゃん（2017年10月20日、文響社）絵本、作・絵[86]
- 私の東京物語(2019年6月-7月、東京新聞)

雑誌執筆
- 鳥居みゆきの毒デンパ（『東京スポーツ』の携帯サイト内コラム）
- 鳥居みゆきの妄想劇場HIT&RUN（2008年4月号 - 2009年11月号、『スコラ』）
- 妄想月報（2009年4月 - 2010年3月、『読売新聞』）
- 四月一日（2011年4月 - 2012年3月、『星星峡（幻冬舎））

雑誌掲載
- 不思議の国の淑女たち（2003年5月号、裏BUBUKA）
- サイゾー 2008年3月号 （サイゾー）表紙・特集
- 週刊アスキー 2008年4月29日増刊号（アスキー）表紙
- Branche 2009年1月29日 2月号（Branche）表紙
- 週刊アスキー 2009年6月9日号（アスキー） 表紙とグラビア
- Branche 2010年2月25日 3・4月号（Branche）表紙
- 異能の人、辞書を読む（2011年3月25日、『辞書のほん（大修館書店））
- mercibeaucoup, 2012 spring & summer collection（宝島社）モデル
- カプ本！Vol3（2012年4月26日発売（カプコン））p133-135に記事　付録DVDに出演
- 「UA TRANSFORM SHOW, UNITED ARROWS」 2012年10月12日 モデル
- RODEO CROWNS PREMIUM BOOK Vol.4 2013年 5月号（トランスメディア）モデル
- フィッテ 12月号 2014年10月16日（学研）モデル
- 週刊アサヒ芸能2015年6月18日号（徳間書店）表紙&インタビュー

### その他
- （Web）鳥居みゆき インタビュー モッテコ書店（2010年3月10日）
- （アプリ）鳥居みゆき「ハッピーマンデー」ネタ選（DVD「鳥居みゆき ハッピーマンデー」からのホラー色のある作品を転用）（iPhone用2010年11月25日）
- （Web）鳥居服装学院~みゆき学長の90'sファッション史~（2023年7月27日開始）
- ラインスタンプ（2015年3月13日開始）
- インスタグラム（2015年5月1日開始）